# Organisation de l'Église orthodoxe en Grèce
L'organisation de l'Église orthodoxe en Grèce est un reflet de l'histoire récente du pays. Deux Églises autocéphales dominantes se partagent le pays : l'Église de Grèce (à peu de chose près, la Grèce d'avant 1913) et le Patriarcat œcuménique de Constantinople (à peu de chose près, les territoires devenus grecs en 1913 et en 1946). Sur le territoire grec, ces deux juridictions sont régies par un Saint-Synode commun formé par les 44 évêques métropolitains de l'Église de Grèce et 36 évêques métropolitains du Patriarcat de Constantinople (qui en compte en tout 50 dont 41 en Grèce). Ces 80 évêques métropolitains élisent ensemble l'archevêque d'Athènes, président du Saint-Synode, dont le titre est « archevêque d'Athènes et de toute la Grèce ».
À l'intérieur de la juridiction constantinopolitaine, l'Église de Crète et la communauté monastique du mont Athos disposent d'une certaine autonomie. Hormis le patriarche de Constantinople, l'archevêque d'Athènes et l'archevêque de Crète, tous les évêques qui ont la charge d'un évêché sur le territoire de la Grèce portent le titre de « métropolite » et sont d'égale dignité et toutes les cathédrales sont appelées métropoles. C'est l'ancienneté dans l'épiscopat qui établit les préséances entre métropolites.
Du IVe siècle au VIIIe siècle de l'histoire chrétienne, au temps de la Pentarchie, deux patriarcats se partageaient déjà le territoire de la Grèce actuelle : celui de Rome s'étendant sur la partie occidentale et continentale du pays, et celui de Constantinople sur la Thrace et les îles égéennes orientales. À cette époque, les deux patriarcats étaient en accord doctrinal et canonique. En 732, l'empereur romain d'Orient Léon III l'Isaurien, confronté aux soulèvements italiens et grecs contre ses persécutions iconoclastes, rattache de tous les évêchés de Grèce au patriarcat œcuménique de Constantinople, situation canonique qui perdura jusqu'en 1833 lorsque le partage actuel fut mis en place de facto (et reconnu de jure en 1850).

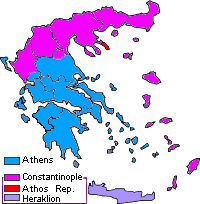
Implantation territoriale des deux Patriarcats orthodoxes en Grèce.
Bleu : juridiction de l'Église orthodoxe autocéphale de Grèce
Rose : juridiction du Patriarcat œcuménique de Constantinople, dont dépendent également, mais avec une dose d'autonomie :
La communauté monastique du mont Athos (rouge) et l'Église de Crète (lilas).

L'article 3 de la constitution grecque de 1975 règle les rapports entre l'autorité civile et l'Église dans un sens plus laïc qu'auparavant mais sans instituer de séparation, car l'orthodoxie reste la religion de l'État, qui continue à financer l'Église et ses prêtres.

## Église de Grèce
L'Église de Grèce exerce son activité pastorale sur le territoire suivant :
- l'Attique,
- le Péloponnèse,
- les Cyclades, l'Eubée et les Sporades du Nord,
- l'Étolie, l'Acarnanie, la Béotie, l'Évritanie
- la Phthiotide, la Thessalie (sauf la métropole d'Élasson),
- les îles Ioniennes et la métropole d'Arta (en Épire).

L'Église de Grèce compte un archevêché à Athènes et 44 métropoles, dont 10 dans l'agglomération athénienne.

## Groupes dépendant du Patriarcat de Constantinople
Le Patriarcat de Constantinople exerce son activité pastorale sur le territoire suivant :

### «Nouvelles Terres»
Les « Nouvelles Terres » sont celles qui ont été libérées de la tutelle ottomane en 1913, à l'issue des guerres balkaniques. Les métropoles de ces territoires sont restées dans l'obédience du Patriarcat de Constantinople mais en 1928, le patriarche, au nom du Saint-Synode, les a autorisées à participer aux travaux du synode de l'Église de Grèce. Elles comprennent les territoires suivants :
- la Thrace,
- la Macédoine,
- la Métropole d'Élasson en Thessalie,
- l'Épire (sauf la métropole d'Arta),
- les îles de Lemnos, Lesbos, Chios, Samos et Ikaria.

### «île Sainte» (Ieró Nisí) de Patmos et son archipel
L'exarchat patriarcal de Patmos recouvre les quatre îles de Patmos, Lipsi, Agathonisi et Arki, et dépend du monastère Saint-Jean-le-Théologien construit sur la grotte de l'Apocalypse à la période byzantine, qui a reçu une charte de franchises à la période ottomane et l'a retrouvée par la loi grecque 1155-81, en 1946, lorsque les quatre îles sont devenues grecques avec l'ensemble du Dodécanèse. Le patriarche de Constantinople en est l'évêque titulaire : il nomme un cathigoumène (évêque-abbé) qui assume en son nom la double charge de supérieur du monastère et d'évêque du petit archipel.

### Dodécanèse: cinq métropoles
Elles ont été rattachées à la Grèce en 1946 et, comme les « Nouvelles Terres », elles ont gardé leur statut de métropoles du Patriarcat de Constantinople. En revanche, comme elles ont été ajoutées postérieurement à la mise en place du Saint-Synode commun, elles n'en sont pas membres et n'élisent pas l'archevêque d'Athènes.

### Église de Crète
Elle est une Église semi-autonome du Patriarcat de Constantinople. Elle a obtenu son statut lorsque la Crète a obtenu son autonomie en 1898, et elle l'a gardé lors de son rattachement à la Grèce en 1913. L'Église de Crète comprend l'archevêché d'Héraklion et huit métropoles.

### «Sainte Montagne» (Aghion Oros) d'Athos
Cette communauté monastique du Patriarcat de Constantinople, sise sur la péninsule du mont Athos, remonte à la période byzantine, et a pu garder sa charte de franchises à la période ottomane. Incluse en 1913 dans la République hellénique, elle y forme un nome particulier autonome dont les statuts sont garantis en droit international par le traité de Lausanne (1923). Ce nome n'est pas divisé en communes mais compte vingt monastères stavropégiaques (c’est-à-dire « exempts ») qui, à ce titre, n'ont pas d'autre évêque que le patriarche de Constantinople lui-même.

## Exarchats et métochions
L'usage canonique et liturgique des Églises orthodoxes permet que des exarchats, représentant en Grèce les différents autres patriarcats orthodoxes dans le monde, des métochia (dépendances d'un monastère hors de sa juridiction), quelques églises et maisons monastiques dérogent à l'organisation territoriale de l'Église orthodoxe en Grèce. Ces entités bénéficient d'une sorte d'extra-territorialité ecclésiastique : lors de la liturgie, on n'y mentionne pas d'abord l'évêque du lieu, selon l'usage général, mais le primat de l'Église orthodoxe étrangère représentée, ou bien l'évêque responsable du monastère dont dépend le métochion. Par exemple, Athènes abrite un exarchat du Saint-Sépulcre dépendant du Patriarcat orthodoxe de Jérusalem qui comprend une église dans le quartier de Pláka et un monastère (de la Dormition de la Mère de Dieu) rue Iérosolymon, à Céphisie ; le monastère Sainte-Catherine du Sinaï a aussi un métochion rue Dorylaiou dans le quartier d'Ampélokipi (« la vigne »).

## Symbole des Églises orthodoxes en Grèce
Un drapeau d'or, frappé d’une aigle bicéphale noire, est, depuis les années 1980, couramment arboré sur les bâtiments des évêchés, des métropoles, des monastères et des églises où il flotte aux côtés des drapeaux grec et européen. Ce drapeau est devenu le symbole des Églises orthodoxes en Grèce, toutes juridictions confondues.